# フィルムの向こう側
「フィルムの向こう側」（フィルムのむこうがわ）は、南野陽子の16枚目のシングル。1989年11月29日にCBS・ソニーからリリースされた。

## 概要
本作で「秋からも、そばにいて」以来となる通算9作目のオリコン・シングルチャート1位を獲得した。
表題曲はCHAGE&ASKAの飛鳥涼が作詞・作曲を手掛けた。後奏にはヨハン・パッヘルベルの「カノン」が引用されている。
シングルCDには、ローマで撮影された8センチシングルケース大のミニ写真集が付属した。ジャケット撮影当時南野の髪型はロングヘアーだったが、同時期に南野が主演を務めたフジテレビ系ドラマ『あいつがトラブル』の撮影のため、歌番組等で同曲を披露する際の髪型はショート・ヘアであった。
南野のシングルでオリコン1位獲得曲は、本楽曲が最後となった（2023年10月現在）。

## 収録曲
1. フィルムの向こう側
作詞・作曲：飛鳥涼 / 編曲：佐藤準
2. 僕らのゆくえ
作詞：平出よしかつ / 作曲：柴矢俊彦 / 編曲：萩田光雄

## 収録アルバム
- 『GOLDEN☆BEST 南野陽子 ナンノ・シングルス3+マイ・フェイバリット』 (#1,2)